# Altes Stadtbad (Heilbronn)

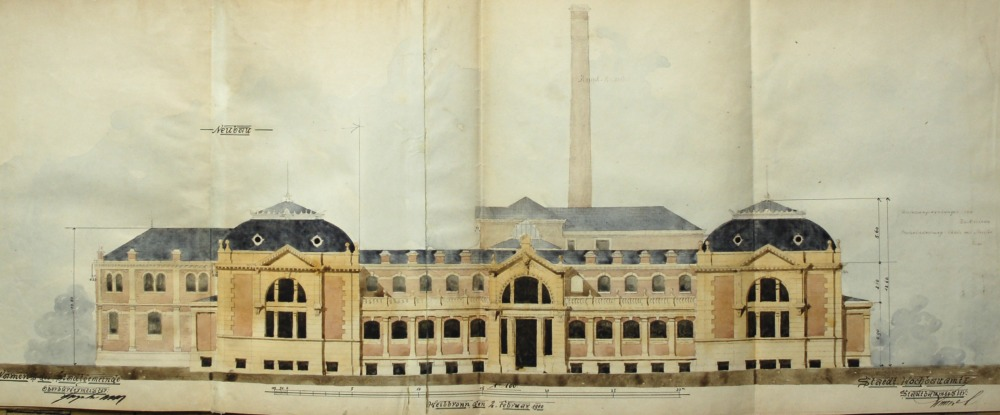
Altes Stadtbad am Wollhausplatz in Heilbronn, Entwurf Architekt Ernst Peters aus Berlin, Ausführung Stadtbaumeister Gustav Wenzel (1839–1923) vom Stadtbauamt Heilbronn

Das 1891 errichtete Alte Stadtbad in Heilbronn war einer der großen öffentlichen Profanbauten an der damaligen Heilbronner Allee. Zusammen mit der alten Synagoge, dem alten Stadttheater und der Festhalle Harmonie bildete das historische Gebäude im Stil des Historismus die Prachtmeile der Allee.

## Geschichte
Der Bau des Stadtbads am Wollhausplatz wurde am 27. Mai 1889 beschlossen. Baubeginn war am 19. Mai 1891, die Einweihung fand am 22. Oktober 1892 statt. Die Baukosten beliefen sich damals auf 280.000 Mark, davon wurden 100.000 Mark aus einer Stiftung des Heilbronner Kaufmanns Ernst Achtung gedeckt. Entworfen wurde das Gebäude von dem Berliner Architekten Peters, nach dessen Plänen das Stadtbauamt Heilbronn den Bau ausführte.
Das Gebäude verfügte auch über eine Mikwe. Das als israelitisches Ritualbad beschriebene Bad befand sich bei den Wannenbädern im ersten Stock.
1900/1901 wurde das Bad erweitert und bekam ein Schwimmbecken für die weiblichen Gäste. Weiterhin waren dort Dampfbäder, Schwitzräume und Badewannen vorhanden. Am 6. September 1934 wurde ein Zutrittsverbot für jüdische Bürger im Stadtbad verhängt, weil sich dieses zu einer Synagoge-Nebenstelle entwickelt habe. Am 4. Dezember 1944 brannte das Gebäude beim Luftangriff auf Heilbronn aus.
Nach dem Zweiten Weltkrieg erfolgte der vereinfachte Wiederaufbau im Heimatstil. Das Eingangsportal wurde dabei seines pompösen Tympanons entledigt, das durch schlichte quadratische Sandsteinsäulen ersetzt wurde. Die Inneneinrichtung des Stadtbades wurde von bekannten Künstlern aus Heilbronn bereichert. So erhielt das Schwimmbecken einen wasserspeienden Löwenkopf, dieser war eine von dem Flaschner- und Installateurmeister Wilhelm Klagholz geschaffene Kunstschmiedearbeit. Klagholz hatte auch für den Wiederaufbau des Heilbronner Rathauses die beiden Widder, den Hahn und den Stadtadler aus Kupfer angefertigt.
Die Schwimmhalle wurde am 21. Dezember 1950 wieder eröffnet, die Wannen- und Brausebäder am 9. Oktober 1951 und die Heißluft- und Dampfbäder am 13. Februar 1952. Das Schwimmbecken hatte eine Größe von 20 Meter × 8 Meter, die Wannenbäder hatten eine Fläche von 28 Quadratmeter, die Brausebäder waren auf 14 Quadratmetern untergebracht. Es gab 52 Umkleidekabinen für Erwachsene und 100 Umkleidekästen für Jugendliche. Im Dampfbad waren nochmals 23 Umkleidekabinen und ebenso viele Ruhebetten.
Im Jahr 1953 wurde nach Plänen der Keramikerin Maria Fitzen-Wohnsiedler durch den Bildhauer Hermann Wilhelm Brellochs (1899–1979) aus Stuttgart ein Keramikbrunnen in der Eingangshalle geschaffen. Dieser bestand aus einer Säule, auf der sich ein Delphin aufbäumte. Der Delphin stützte sich mit seinem Vorderkörper ähnlich einem Persischen Kapitell bzw. Achämenidischen Kapitell auf die Säule und stemmte dabei seinen Hinterkörper nach oben, wobei sich die Flossen einrollten, so dass der Delphin leicht die Form der Ziffer Acht andeutete. Die Säule selbst war durch zwei Wasserschalen gegliedert, wobei die oberste Schale sich direkt unterhalb des wasserspeienden Delphins befand. Die unterste Schale war am Boden, direkt am Fußende der Säule. Die ganze Arbeit war wie die anderen Arbeiten Fitzen-Wohnsiedlers auch mit Keramik geschmückt. Der Brunnen gelangte später in den Garten der Silcherschule.
Der alte Wasserspeier des alten Stadtbads aus dem früher das Wasser in das große Becken floss, war ein Stein  mit einem Löwenmaul. Beim Abbruch/Wiederaufbau wurde dieser steinerne Wasserspeier geborgen und befindet sich seit den 1950er Jahren beim Spielplatz im Pfühlpark.
1971 wurde als zukünftiger Kaufhaus-Standort für das Wollhauszentrum neben dem Stadtbad-Standort auch der Wollhausplatz diskutiert. Im Dezember 1971 beschloss der Bauausschuss des Gemeinderates die Sprengung, die am 19. Februar 1972 durchgeführt wurde.
Ein neues Stadtbad wurde nach Plänen der Architektengemeinschaft P. Oehlschläger aus Stuttgart und E. Beutinger in vier Jahren Bauzeit für insgesamt 16 Millionen DM am Bollwerksturm errichtet. Bemerkenswert ist bei dem neuen Bad das Badewasser der Mehrzweck-Schwimmhalle, das aus Mineralwasser aus dem Schaeuffelen-Brunnen besteht, welches mit Steinsalz-Sole angereichert wird.

## Beschreibung
An der Wand der Männerschwimmhalle war folgendes Gedicht zu lesen:
Nichts trägt den Ruhm der Stadt so weit

als Ordnung, Fleiß und Reinlichkeit.

Gesundheit und ein froher Mut

Geht über Ruhm und Geld und Gut.

Des Wassers Kraft macht wunderbar

die Glieder jung, die Geister klar.

Bring keine Sorge mit herein

Soll dir das Bad von Nutzen sein.

Lern schwimmen du zur rechten Frist,

daß du im Sturm gerüstet bist.

Es lebt sich auch ohne Kleider und Geld

oft ganz vergnügt in dieser Welt.

Das Bad der Kinder nie vergißt,

wer ihres Leibes Wohl ermißt.

## Bilder

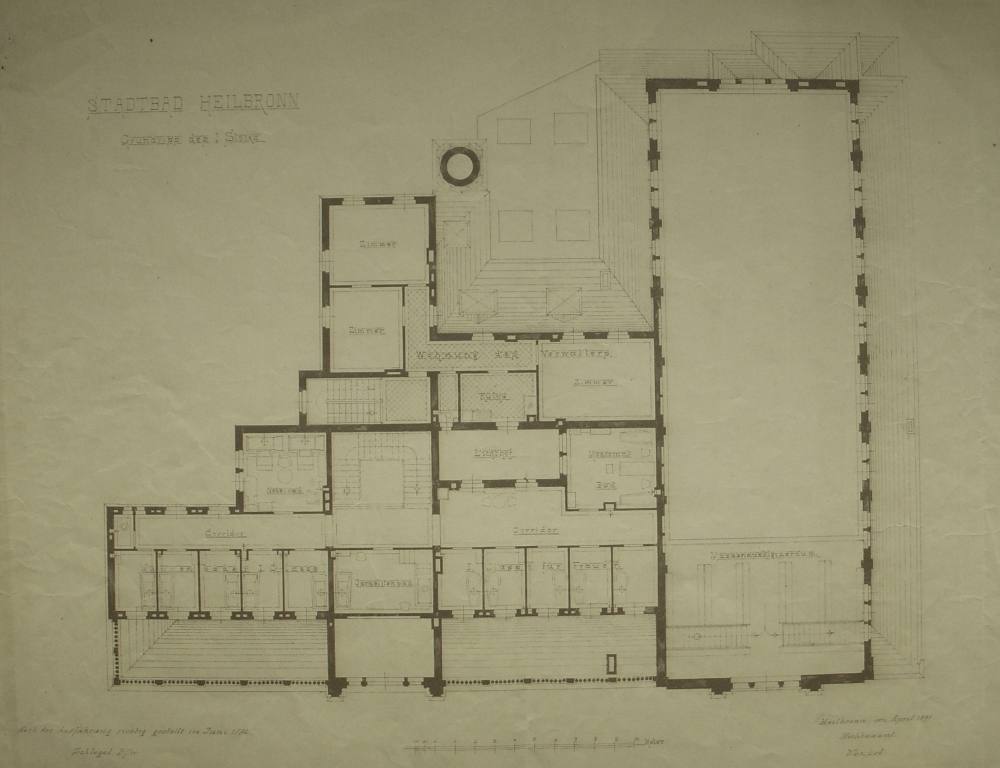
Grundriss.
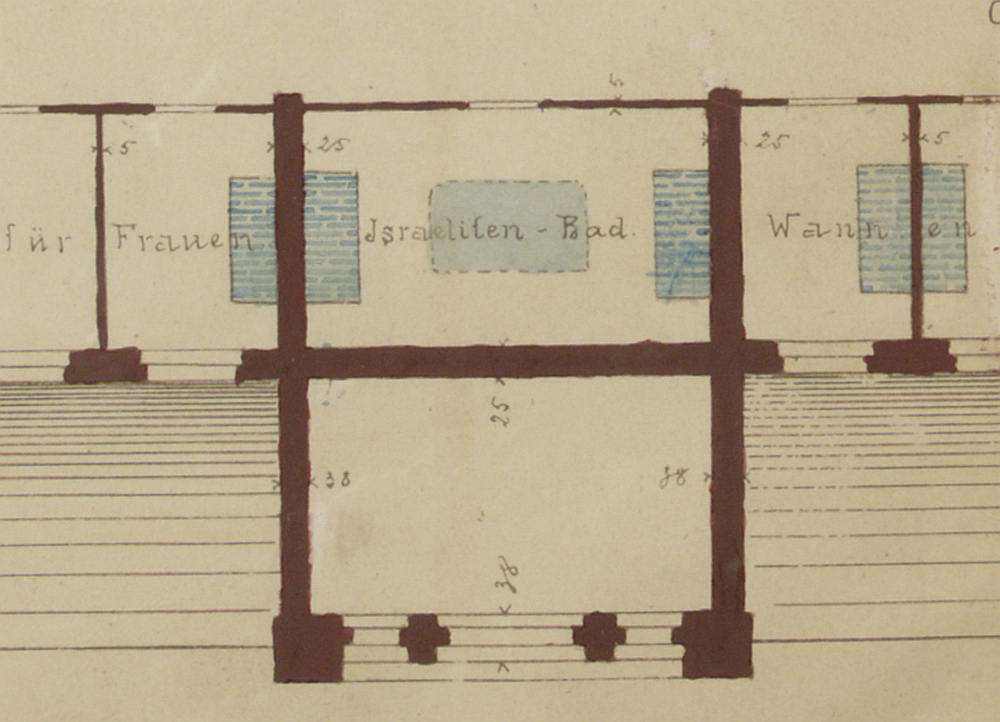
Standort der Mikwe (sog. „Israelitisches Ritualbad“).
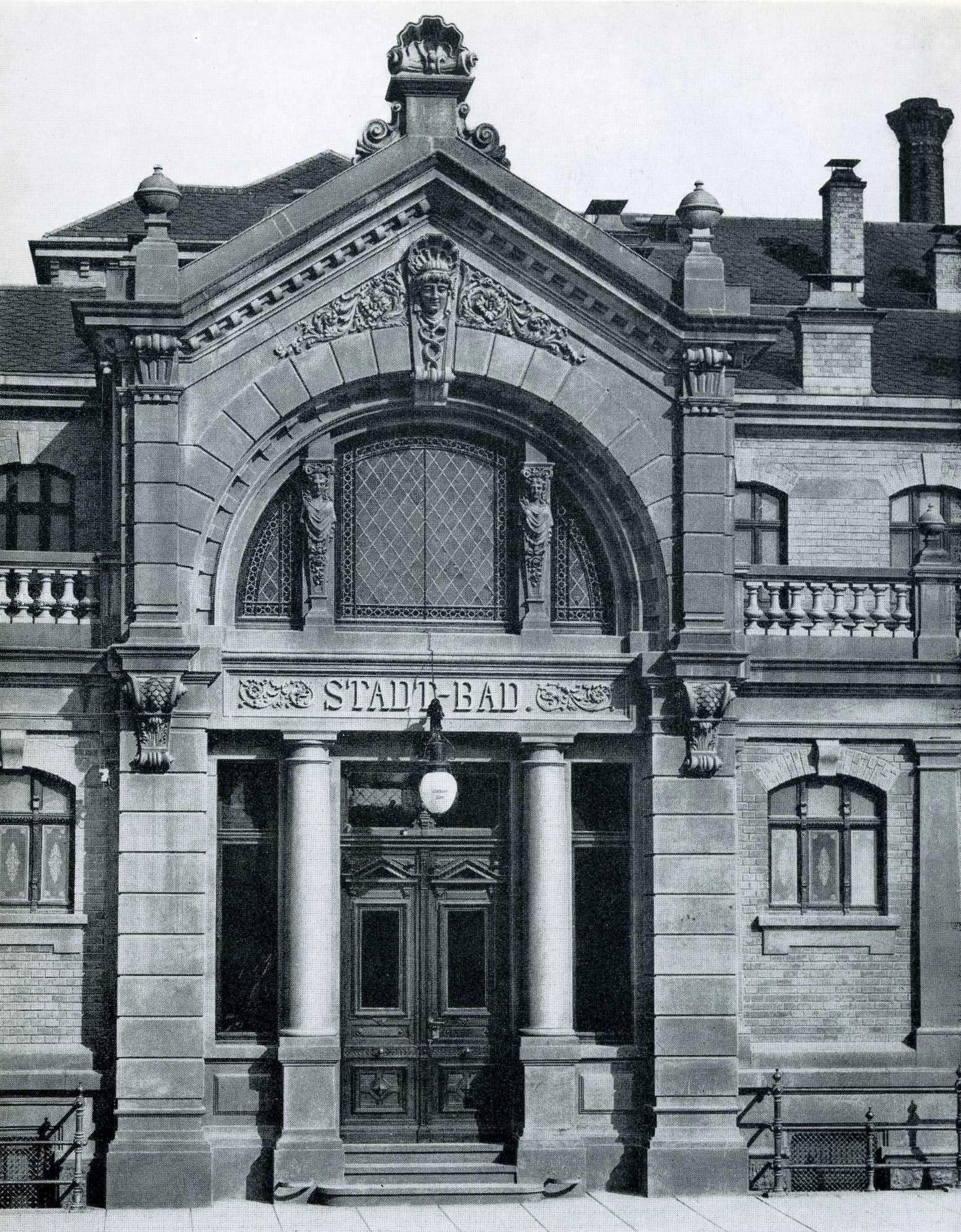
Der Eingangsbereich des alten Heilbronner Stadtbades (1892)
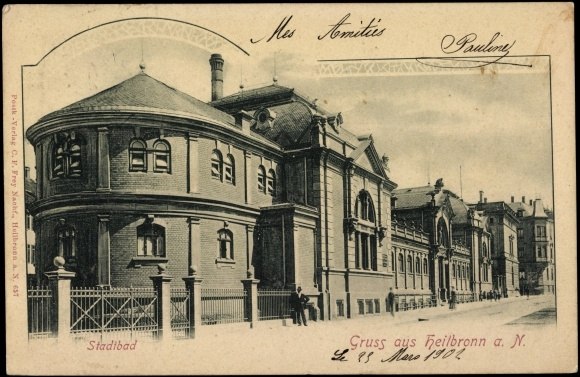
Das Stadtbad um 1902
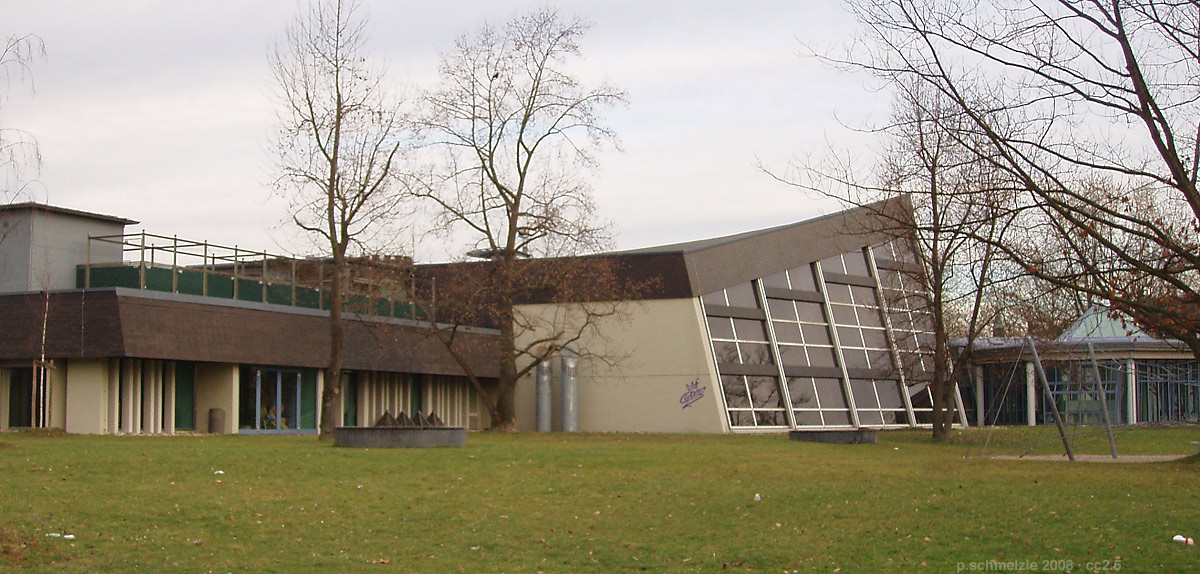
Das heutige Stadtbad am neuen Standort beim Bollwerksturm